# James Mitchell
James Sarsfield "Jim" Mitchel (nacido Mitchell, 30 de enero de 1864 - 3 de julio de 1921) nació en Tipperary, Irlanda, y, como un atleta, representó a los Estados Unidos en los Juegos Olímpicos de San Luis 1904. Mitchell participó como miembro de la New York Athletic Club en los juegos, que se celebraron en St Louis, Misuri. En el tiro de peso de 56 libras, ganó la medalla de bronce. En la competencia de lanzamiento de martillo terminó quinto y en el evento de lanzamiento de disco terminó sexto.
Formó parte de un grupo de atletas irlandeses-americanos conocidos como las "Ballenas irlandesas".